# Славсько Полє
Славсько Полє (хорв. Slavsko Polje) — населений пункт у Хорватії, в Сисацько-Мославинській жупанії у складі громади Гвозд.

## Населення
Населення за даними перепису 2011 року становило 338 осіб.
Динаміка чисельності населення поселення:

## Клімат
Середня річна температура становить 10,65 °C, середня максимальна – 24,88 °C, а середня мінімальна – -5,88 °C. Середня річна кількість опадів – 1076 мм.
| Клімат поселення                              | Клімат поселення | Клімат поселення | Клімат поселення | Клімат поселення | Клімат поселення | Клімат поселення | Клімат поселення | Клімат поселення | Клімат поселення | Клімат поселення | Клімат поселення | Клімат поселення | Клімат поселення |
| Показник                                      | Січ.             | Лют.             | Бер.             | Квіт.            | Трав.            | Черв.            | Лип.             | Серп.            | Вер.             | Жовт.            | Лист.            | Груд.            |                  |
| Середній максимум, °C                         | 6,91             | 8,61             | 12,98            | 17,20            | 21,74            | 24,88            | 24,16            | 23,60            | 20,11            | 15,28            | 9,42             | 5,34             |                  |
| Середня температура, °C                       | 0,52             | 2,23             | 6,58             | 10,81            | 15,34            | 18,49            | 20,17            | 19,60            | 16,11            | 11,28            | 5,41             | 1,34             |                  |
| Середній мінімум, °C                          | −5,88            | −4,18            | 0,18             | 4,41             | 8,96             | 12,09            | 16,16            | 15,60            | 12,10            | 7,27             | 1,41             | −2,67            |                  |
| Норма опадів, мм                              | 65               | 64               | 75               | 87               | 91               | 101              | 95               | 96               | 102              | 105              | 110              | 85               |                  |
| Середньомісячна швидкість вітру, м/с          | 1.59             | 1.70             | 2.10             | 2.00             | 1.83             | 1.70             | 1.62             | 1.50             | 1.50             | 1.51             | 1.61             | 1.61             |                  |
| Середньомісячна сонячна радіація, кДж/м²·день | 4266             | 6971             | 10545            | 15076            | 19207            | 21185            | 22422            | 19315            | 14206            | 8931             | 4697             | 3502             |                  |
| --------------------------------------------- | ---------------- | ---------------- | ---------------- | ---------------- | ---------------- | ---------------- | ---------------- | ---------------- | ---------------- | ---------------- | ---------------- | ---------------- | ---------------- |
| Джерело:                                      |                  |                  |                  |                  |                  |                  |                  |                  |                  |                  |                  |                  |                  |